# Oberea subbasalis
Oberea subbasalis là một loài bọ cánh cứng trong họ Cerambycidae.